# Ducato della Grande Polonia
Il ducato della Grande Polonia fu un ducato polacco di epoca medievale, fondato nel 1138 con il Testamento di Boleslao III Boccatorta. Esistette durante il periodo di frammentazione della Polonia fino al 1320 e le tre città principali erano Poznań, Gniezno e Kalisz, situate nella regione storica della Grande Polonia.

## Storia
"Provincia del senior", composta da parte orientale della Grande Polonia, Piccola Polonia, Cuiavia occidentale, Terra di Łęczyca e Terra di Sieradz, sotto Ladislao II l'Esiliato
     Ducato di Slesia di Ladislao II
     Ducato di Masovia di Boleslao IV il Ricciuto
     Ducato della Grande Polonia di Miecislao III
     Provincia di Sandomierz di Enrico, divisa dalla "Provincia del senior"
     Provincia di Łęczyca (Terre di Łęczyca, Terre di Sieradz) assegnate a Salomea di Berg
     Pomerania, originariamente parte della "Provincia del senior", divisa come provincia vassalla solo la famiglia dei Samboridi (Sobiesławic)

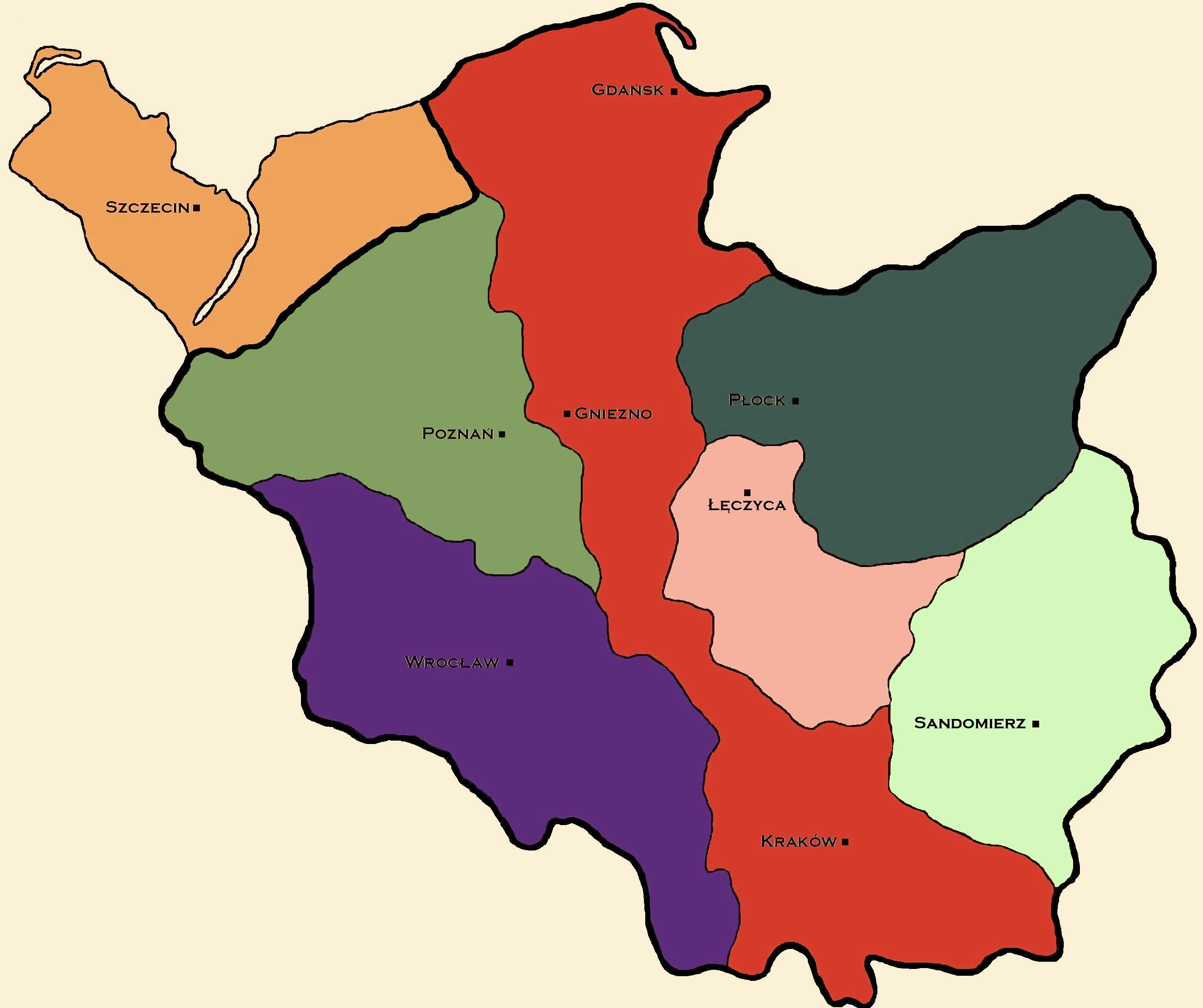
Frammentazione della Polonia nel 1138:
"Provincia del senior", composta da parte orientale della Grande Polonia, Piccola Polonia, Cuiavia occidentale, Terra di Łęczyca e Terra di Sieradz, sotto Ladislao II l'Esiliato
Ducato di Slesia di Ladislao II
Ducato di Masovia di Boleslao IV il Ricciuto
Ducato della Grande Polonia di Miecislao III
Provincia di Sandomierz di Enrico, divisa dalla "Provincia del senior"
Provincia di Łęczyca (Terre di Łęczyca, Terre di Sieradz) assegnate a Salomea di Berg
Pomerania, originariamente parte della "Provincia del senior", divisa come provincia vassalla solo la famiglia dei Samboridi (Sobiesławic)

Alla morte del duca polacco Boleslao III "Boccatorta" (Bolesław III Krzywousty) della dinastia dei Piast nel 1138, il paese fu diviso per volontà in 4-5 province ereditarie che secondo il testamento furono distribuite tra i suoi figli. Il defunto duca aveva anche istituito la provincia di Cracovia (conosciuto anche come Dzielnica senioralna, "provincia del senior")  per il più anziano tra i figli, Ladislao II (Władysław II Wygnaniec), designato gran duca e avente la supremazia su tutta la Polonia.

### Mieszko il Vecchio
Una di queste province, corrispondente al territorio della regione storica della Grande Polonia, fu data a Mieszko III il Vecchio (anche detto Miecislao, in polacco Mieszko III Stary), il terzo figlio del duca Boleslao. Il suo dominio confinava con il Ducato di Slesia nel sud, con la "Provincia del senior" a est e con le terre della Pomerania a nord. A ovest la Grande Polonia si estendeva fino alla Terra di Lebus sul confine polacco occidentale, dove nel 1157 il conte ascanico Alberto l'Orso aveva stabilito il margraviato imperiale di Brandeburgo.
Dopo la morte del secondo figlio di Boleslao III ovvero Boleslao IV il Ricciuto (in polacco: Bolesław IV Kędzierzawy) (1173), Mieszko III divenne Granduca di Polonia secondo il principio di anzianità agnatica, come stabilito nel testamento di Boleslao. Tuttavia, presto dovette affrontare una ribellione a Cracovia istigata dai magnati della regione della Piccola Polonia guidati dal fratello minore Casimiro II il Giusto con il sostegno dello stesso figlio di Mieszko, Odon, che temeva per la sua eredità. Casimiro assunse il titolo di granduca, mentre nel 1179 Odon espulse anche suo padre dalle terre della Grande Polonia. Mieszko fuggì nel Ducato di Pomerania alla corte del duca Boghislao (Bogusław) I, marito di sua figlia Anastasia.
Con il sostegno delle forze della Pomerania, Mieszko nel 1181 riuscì a tornare nel suo ducato e anche a conquistare le terre adiacenti di Gniezno e Kalisz, precedentemente parte della Dzielnica senioralna. Odon fu costretto a lasciare Poznań e conservò solo una piccola striscia di terra a sud del fiume Obra. Mentre i tentativi successivi di Mieszko di riguadagnare il titolo di granduca fallirono, nel 1186 fu in grado di espandere ulteriormente il suo ducato dalle terre adiacenti di Cuiavia fino alla Vistola a est, che erano state governate dal suo defunto nipote Duca Leszek di Masovia. Egli diede la Cuiavia a suo figlio Boleslao;  tuttavia dopo la morte di questo, nel 1195, le terre furono nuovamente separate dalla Grande Polonia, quando Mieszko dovette cedere la Cuiavia al figlio di Casimiro, il duca Corrado di Masovia, nel 1199.
Nel 1191 Mieszko aveva finalmente riconquistato Cracovia, tuttavia la sua decisione di affidare il governo della Piccola Polonia a suo figlio Mieszko il Giovane si rivelò un fallimento: Casimiro presto riacquistò il trono polacco e Mieszko il Giovane fuggì da suo padre, che lo installò come duca a Kalisz. Quando Mieszko il Giovane morì nel 1193, suo padre si riconciliò con il figlio maggiore Odon e gli diede il Ducato di Kalisz. Alla morte di Odon l'anno seguente, tutte le maggiori terre polacche furono riunite sotto il dominio di Mieszko il Vecchio; cedette i territori di Odon a sud del fiume Obra al suo unico figlio superstite, Ladislao III Laskonogi (Władysław III). Nel 1194 Mieszko il Vecchio era sopravvissuto ai suoi fratelli. Tuttavia, il figlio di Casimiro, Leszek I il Bianco (Leszek Biały), come suo padre, non avrebbe riconosciuto il suo dominio a Cracovia. Alla morte di Mieszko nel 1202, suo figlio Ladislao si trovò presto di fronte alle rivendicazioni sollevate da suo cugino.

### Ladislao Laskonogi e Ladislao Odonic
Nel 1206 Ladislao Laskonogi perse definitivamente il titolo granducale a favore di Leszek e inoltre iniziò una contesa con il nipote ribelle Ladislao Odonic, figlio del suo defunto fratello Odon. Ladislao Odonic rivendicò le terre di Kalisz, che suo padre aveva tenuto nel 1193/94 e fu in grado di ottenere il sostegno dell'Arcivescovo di Gniezno, tuttavia i suoi tentativi di deporre lo zio fallirono. Almeno ricevette Kalisz, sostenuto dal duca di Slesia Enrico I il Barbuto e dal 1216 regnò anche sulle terre della Grande Polonia a sud dell'Obra, che suo padre Odon aveva tenuto fino alla sua morte nel 1194.
Nel 1217 il conflitto scoppiò di nuovo, quando Ladislao Laskonogi si riconciliò con Leszek e Enrico ed ebbe la possibilità di espellere Ladislao Odonic, che fuggì alla corte del Duca Swietopelk II di Pomerelia. Proprio con l'aiuto del duca di Pomerelia, Ladislao Odonic riuscì a conquistare le terre della Grande Polonia di Ujście nel 1223. Nel 1227 Swietopelk fece irruzione in un'assemblea ducale (wiec) a Gąsawa, dove fu ucciso il granduca Leszek e il duca Enrico il Barbuto rimase gravemente ferito. Ladislao Laskonogi non partecipò all'incontro, il che probabilmente gli salvò la vita; inoltre si trovava sbarazzato del suo rivale di lunga data Leszek, a cui ora avrebbe potuto succedere come granduca. Ladislao Odonic, accusato di essere coinvolto nell'assalto, si ritirò nel Ducato di Masovia, dove creò un'altra alleanza con il duca Corrado I. Con il sostegno della Pomerelia e masoviano, nel 1229 fu autorizzato a prendere l'intero ducato della Grande Polonia da Ladislao Laskonogi.
Ladislao Laskonogi fuggì in Slesia e morì senza eredi due anni dopo, in seguito suo nipote divenne l'unico erede della linea della Grande Polonia. Tuttavia, si confrontò con le rivendicazioni del duca di Slesia Enrico I il Barbuto, anch'egli granduca polacco dal 1232, che dal 1234 in poi conquistò la maggior parte dei suoi territori. Quando a Enrico I successe suo figlio Enrico II il Pio nel 1238, Ladislao Odonic fu confinato nelle terre intorno a Ujście. Morì l'anno seguente, dopodiché il granduca Enrico II governò tutta la Grande Polonia fino a quando egli stesso fu ucciso nella battaglia di Legnica del 1241.

### Przemysł I e Boleslao il Pio
La linea dei Piast della Grande Polonia fu continuata dai figli di Ladislao Odonic, Przemysł I e suo fratello minore Boleslao il Pio, che per primi dovettero riconquistare la loro eredità dai successori slesiani di Enrico il Pio. Poco dopo sorse un conflitto tra i fratelli: nel 1247 Boleslao si ribellò apertamente contro il fratello maggiore con l'aiuto dei nobili locali e le terre furono formalmente divise, per cui il più giovane ricevette il distretto più piccolo di Kalisz. Le dispute continuarono, poiché Boleslao insoddisfatto rivendicò anche le terre di Gniezno. Przemysł lo fece deporre e arrestare nel 1250, e non prima del 1253, con l'azione dell'Arcivescovo di Gniezno, Boleslao fu reinsediato come Duca di Kalisz e Gniezno.
Przemysł dovette affrontare la politica espansionistica dei margravi del Brandeburgo Giovanni I e Ottone III, che avevano acquisito la Terra di Lebus al confine occidentale del suo ducato dal duca di Slesia Boleslao II il Calvo (in polacco Bolesław II Rogatka) nel 1248. Quando morì nel 1257, suo fratello Boleslao divenne unico sovrano su tutta la Grande Polonia.

### Przemysł II
La Grande Polonia fu nuovamente riunificata sotto il dominio del figlio di Przemysł, Przemysł II a Poznań nel 1279. A ovest, i margravi di Brandeburgo avevano fatto della terra di Lebus il nucleo della Nuova Marca, dove stabilirono la città di Landsberg (l'attuale Gorzów Wielkopolski) nel 1257. Przemysł II fu in grado di fermare l'espansione del Brandeburgo alleandosi con il suo avversario, il duca Bogislaw IV di Pomerania; egli acquisì anche le terre di Pomerelia e fu addirittura incoronato re di tutta la Polonia nel 1295. Tuttavia, la linea della Grande Polonia alla fine si estinse quando fu rapito e ucciso l'anno successivo. La sua successione fu rivendicata dal cugino della cuiavia Ladislao I il Breve (Władysław I Łokietek), che dovette affrontare il suo rivale slesiano (nonché parente) duca Enrico III di Głogów, mentre i Brandeburghesi alla fine conquistarono la fortezza strategicamente importante di Santok sul fiume Warta. Nel 1300 entrambi i Piasti dovettero rinunciare al governo della Polonia dinanzi al potente re Venceslao II di Boemia.
Alla morte del re Venceslao nel 1305, la rivalità riprese e dopo un breve periodo di dominio da parte di duchi di vari rami della dinastia dei Piast, la provincia cadde definitivamente a Ladislao, che fu incoronato re della riunificata Polonia 1320. Il ducato fu suddiviso tra i neonati voivodati di Poznań e di Kalisz sotto la corona polacca.

## Duchi della Grande Polonia
| Dall'anno | Duca della Grande Polonia                                                                                   | Duca della Grande Polonia                                                                                   | Duca della Grande Polonia                                                                                   |
| Dall'anno | Poznań | Gniezno | Kalisz |
| 1138      | Mieszko III il Vecchio                                                                                      | parte della Dzielnica senioralna                                                                            | parte della Dzielnica senioralna                                                                            |
| 1179      | Odon di Poznań                                                                                              | parte della Dzielnica senioralna                                                                            | parte della Dzielnica senioralna                                                                            |
| 1181      | Mieszko III il Vecchio Granduca polacco dal 1198                                                            | Mieszko III il Vecchio Granduca polacco dal 1198                                                            | Mieszko III il Vecchio Granduca polacco dal 1198                                                            |
| 1191      | | | Mieszko il Giovane                                                                                          |
| 1193      | Odon di Poznań                                                                                              | | |
| 1194      | | | |
| 1202      | Ladislao III Laskonogi Granduca polacco fino al 1206 e 1227–1229                                            | Ladislao III Laskonogi Granduca polacco fino al 1206 e 1227–1229                                            | Ladislao III Laskonogi Granduca polacco fino al 1206 e 1227–1229                                            |
| 1207      | | | Ladislao Odonic                                                                                             |
| 1217      | | | |
| 1227      | | | |
| 1229      | Ladislao Odonic                                                                                             | Ladislao Odonic                                                                                             | Ladislao Odonic                                                                                             |
| 1234      | Enrico I il Barbuto                                                                                         | | Enrico I il Barbuto                                                                                         |
| 1238      | Enrico II il Pio                                                                                            | Enrico II il Pio                                                                                            | Enrico II il Pio                                                                                            |
| 1241      | Przemysł I e Boleslao il Pio                                                                                | Przemysł I e Boleslao il Pio                                                                                | Przemysł I e Boleslao il Pio                                                                                |
| 1247      | | | Boleslao il Pio                                                                                             |
| 1249      | | Boleslao il Pio                                                                                             | |
| 1250      | Przemysł I                                                                                                  | Przemysł I                                                                                                  | Przemysł I                                                                                                  |
| 1253      | | | |
| 1257      | Boleslao il Pio                                                                                             | Boleslao il Pio                                                                                             | Boleslao il Pio                                                                                             |
| 1277      | | | |
| 1279      | Przemysł II Granduca polacco 1290–1291, re di Polonia dal 1295                                              | Przemysł II Granduca polacco 1290–1291, re di Polonia dal 1295                                              | Przemysł II Granduca polacco 1290–1291, re di Polonia dal 1295                                              |
| 1296      | Ladislao il Breve                                                                                           | Ladislao il Breve                                                                                           | Ladislao il Breve                                                                                           |
| 1300      | Il Re di Boemia, Venceslao II                                                                               | Il Re di Boemia, Venceslao II                                                                               | Il Re di Boemia, Venceslao II                                                                               |
| 1302      | | | |
| 1306      | Enrico III di Głogów                                                                                        | Enrico III di Głogów                                                                                        | Enrico III di Głogów                                                                                        |
| 1309      | Przemko II di Głogów, Enrico IV il Fedele, Giovanni di Ścinawa, Boleslao di Oleśnica, Corrado I di Oleśnica | Przemko II di Głogów, Enrico IV il Fedele, Giovanni di Ścinawa, Boleslao di Oleśnica, Corrado I di Oleśnica | Przemko II di Głogów, Enrico IV il Fedele, Giovanni di Ścinawa, Boleslao di Oleśnica, Corrado I di Oleśnica |
| 1312      | Przemko II, Enrico IV, Giovanni                                                                             | Boleslao e Corrado I                                                                                        | Boleslao e Corrado I                                                                                        |
| 1313      | Przemko II, Enrico IV, Giovanni                                                                             | Boleslao | Corrado I                                                                                                   |
| 1314      | Ladislao il Breve Re della Polonia dal 1320                                                                 | Ladislao il Breve Re della Polonia dal 1320                                                                 | Ladislao il Breve Re della Polonia dal 1320                                                                 |
| 1314      | Trasformato nel Voivodato di Poznań                                                                         | Unito a formare il Voivodato di Kalisz                                                                      | Unito a formare il Voivodato di Kalisz                                                                      |

Monarchi dell'intera Grande Polonia
- 1194-1202 Mieszko III il Vecchio, granduca di Polonia dal 1198
- 1202–1207 Ladislao III Laskonogi, granduca di Polonia fino al 1206 e 1227–1229
- 1229–1234 Ladislao Odonic
- 1238–1241 Enrico II il Pio di Slesia, granduca di Polonia
- 1241–1247 Przemysł I e Boleslao il Pio
- 1250–1253 Przemysł I
- 1257–1277 Boleslao il Pio
- 1279–1296 Przemysł II, Polish high duke 1290–1291, Re di Polonia dal 1295
- 1296–1300 Ladislao I il Breve
- 1300–1305 Re Venceslao II di Boemia
- 1305–1309 Enrico III di Głogów
- 1309–1312 Przemko II di Głogów, Enrico IV il Fedele, Giovanni di Ścinawa, Boleslao di Oleśnica, Corrado I di Oleśnica
- dal 1314 Ladislao I il Breve, Re di Polonia dal 1320.

Trasformato nel provincia della Grande Polonia del Regno di Polonia, suddiviso tra Voivodato di Poznań e Voivodato di Kalisz.